# Brandkatastrofen i Kaprun
Brandkatastrofen i Kaprun var en brand i en kabelbanevogn, som indtraf den 11. november 2000 i landsbyen Kaprun i Østrig, hvor 155 mennesker mistede livet, og kun 12 mennesker kom ud af vognen i live. Branden startede angiveligt efter, at hydraulisk olie var lækket og kom i kontakt med en overophedet varmer, så olien blev antændt.
 Der er for få eller ingen kildehenvisninger i denne artikel, hvilket er et problem. Du kan hjælpe ved at angive troværdige kilder til de påstande, som fremføres i artiklen.

47°13′32.26″N 12°43′14.67″Ø / 47.2256278°N 12.7207417°Ø